# Robin Lehner
Robin Lehner (* 24. Juli 1991 in Göteborg) ist ein ehemaliger schwedischer Eishockeytorwart. Zwischen 2010 und 2022 bestritt er über 300 Partien in der National Hockey League (NHL) und lief dabei für die Ottawa Senators, Buffalo Sabres, New York Islanders, Chicago Blackhawks und Vegas Golden Knights. In den Jahren 2019 und 2021 gewann er die William M. Jennings Trophy als Torhüter mit dem geringsten Gegentorschnitt der NHL.

## Karriere

### Jugend und Ottawa
Robin Lehner begann seine Karriere als Eishockeyspieler in seiner Heimatstadt in der Nachwuchsabteilung des Frölunda HC, für dessen U18- und U20-Junioren er zwischen 2006 und 2009 aktiv war. Anschließend wurde er im NHL Entry Draft 2009 in der zweiten Runde als insgesamt 46. Spieler von den Ottawa Senators ausgewählt. Zunächst lief der Torwart in der Saison 2009/10 jedoch für die Sault Ste. Marie Greyhounds, die ihn im CHL Import Draft 2009 als insgesamt neunten Spieler ausgewählt hatten, in der kanadischen Juniorenliga Ontario Hockey League auf. Bei seinen 47 Einsätzen in der regulären Saison konnte er mit einem Gegentorschnitt von 2.80 pro Spiel und einer Fangquote von 91,8 Prozent überzeugen. Zudem gelangen ihm fünf Shutouts. Die Saison 2009/10 beendete der Schwede bei den Binghamton Senators, dem Farmteam seines Draftteams aus Ottawa, in der American Hockey League und kam bis Saisonende zu zwei Einsätzen.
In der Saison 2010/11 spielte Lehner zunächst überwiegend als Ersatztorwart für Binghamton in der AHL. Zudem kam er am 16. Oktober 2010 beim Auswärtsspiel bei den Canadiens de Montréal zu seinem Debüt für die Ottawa Senators in der National Hockey League. Zudem stand er im weiteren Saisonverlauf weitere sieben Mal für Ottawa in der NHL zwischen den Pfosten. In den Playoffs um den Calder Cup verdrängte Lehner dank seinen überzeugenden Leistungen den bisherigen Stammtorwart der Senators Barry Brust. Insgesamt bestritt der Schwede 18 Begegnungen für die Binghamton Senators in der Endrunde und war mit einer Fangquote von 93,9 Prozent maßgeblich dem erstmaligen Calder-Cup-Gewinn des Teams beteiligt. Im Anschluss an die Finalserie wurde der Torwart mit der Jack A. Butterfield Trophy als wertvollster Spieler der Playoffs ausgezeichnet.

### Buffalo und New York
Nach fünf Jahren in Ottawa gaben ihn die Senators im Vorfeld des NHL Entry Draft 2015 samt David Legwand an die Buffalo Sabres ab und erhielten im Gegenzug Buffalos Erstrunden-Wahlrecht für diesen Draft. Dort stand er drei Jahre auf dem Eis, bevor sein auslaufender Vertrag im Sommer 2018 nicht verlängert wurde, sodass er sich im Juli 2018 als Free Agent den New York Islanders anschloss. Dort bildete er gemeinsam mit Thomas Greiss das Torhüterduo mit den wenigsten Gegentoren der NHL, sodass beide mit der William M. Jennings Trophy ausgezeichnet wurden. Darüber hinaus erhielt der Schwede die Bill Masterton Memorial Trophy in Erkennung dafür, dass er seine Alkoholkrankheit und seine bipolaren Störung öffentlich machte, sich einer Therapie unterzog und sich zugleich gegen die Stigmatisierung psychischer Erkrankungen engagierte. Wenig später wurde er zudem mit dem Guldpucken als bester schwedischer Spieler des Jahres geehrt.

### Chicago und Vegas
Anfang Juli 2019 unterzeichnete Lehner als Free Agent einen Einjahresvertrag mit einem Gehaltsvolumen von fünf Millionen US-Dollar bei den Chicago Blackhawks. Bereits zur Trade Deadline im Februar 2020 gaben ihn die Blackhawks jedoch an die Vegas Golden Knights ab. Im Gegenzug erhielt Chicago Malcolm Subban, Slava Demin sowie ein Zweitrunden-Wahlrecht für den NHL Entry Draft 2020. Zwar übernahmen die Blackhawks bereits weiterhin 50 % von Lehners Gehalt, jedoch war dies nicht ausreichend, um die Golden Knights im Rahmen des Salary Cap zu halten, sodass die Toronto Maple Leafs als dritte Partei fungierten. Diese sandten Mārtiņš Dzierkals nach Las Vegas und erhielten ein Fünftrunden-Wahlrecht im Draft 2020 dafür, dass sie sich fortan mit 22 % an Lehners Gehaltsvolumen beteiligen. Am Ende der Spielzeit 2019/20 unterzeichnete Lehner im Oktober 2020 einen neuen Fünfjahresvertrag in Las Vegas, der ihm ein durchschnittliches Jahresgehalt von fünf Millionen US-Dollar einbringen soll.
Bei den Golden Knights musste Lehner die Position des Stammtorwarts vorerst Marc-André Fleury überlassen, gewann mit diesem allerdings am Ende der ersten gemeinsamen Saison seine zweite William M. Jennings Trophy. Nach dem Weggang von Fleury im Sommer 2021 wurde der Schwede wieder zur Nummer 1 in Las Vegas, bevor im August 2022 bekannt wurde, dass er sich einer Operation an der Hüfte unterziehen muss und daher die gesamte Spielzeit 2022/23 ausfiel. Ohne ihn gewannen die Golden Knights in den Playoffs 2023 den Stanley Cup. Im weiteren Verlauf verpasste er auch die komplette Saison 2023/24, bevor er eine verpflichtende medizinische Untersuchung zu Beginn der Spielzeit 2024/25 nicht wahrnahm und sein Vertrag in weiterer Folge aufgelöst wurde. Offiziell hat Lehner seine aktive Karriere nicht beendet, eine Rückkehr in den professionellen Spielbetrieb ist jedoch nicht zu erwarten. Insgesamt hatte er in der NHL 364 Spiele absolviert.

### International
Für Schweden nahm Lehner im Juniorenbereich an der U18-Junioren-Weltmeisterschaft 2009 sowie der U20-Junioren-Weltmeisterschaft 2011 teil. 2016 wurde er in die schwedische Auswahl beim World Cup of Hockey 2016 berufen, sagte jedoch aufgrund einer Verletzung ab.

## Erfolge und Auszeichnungen
| - 2010 Teilnahme am OHL All-Star Game - 2011 Calder-Cup-Gewinn mit den Binghamton Senators - 2011 Jack A. Butterfield Trophy - 2013 Teilnahme am AHL All-Star Classic | - 2019 William M. Jennings Trophy (gemeinsam mit Thomas Greiss) - 2019 Bill Masterton Memorial Trophy - 2019 Guldpucken - 2021 William M. Jennings Trophy (gemeinsam mit Marc-André Fleury) |

## Karrierestatistik

### International
Vertrat Schweden bei:
- U18-Weltmeisterschaft 2009
- U20-Weltmeisterschaft 2011

(Legende zur Torhüterstatistik: GP oder Sp = Spiele insgesamt; W oder S = Siege; L oder N = Niederlagen; T oder U oder OT = Unentschieden oder Overtime- bzw. Shootout-Niederlage; Min. = Minuten; SOG oder SaT = Schüsse aufs Tor; GA oder GT = Gegentore; SO = Shutouts; GAA oder GTS = Gegentorschnitt; Sv% oder SVS% = Fangquote; EN = Empty Net Goal; 1 Play-downs/Relegation; Kursiv: Statistik nicht vollständig)